# Oita Trinita
Oita Trinita (em japonês:  大分トリニータ, transl. Ōita Torinīta) é um clube de futebol japonês. Sua sede fica na cidade de Oita. A equipe participa da J1.

## História
A equipe começou como Oita Trinity em 1994 e avançou através da Liga de Prefeitura de Ōita e da Liga de Kyushu antes de terminar como vice-campeão da Liga Nacional de 1996, resultando em promoção para a JFL . Em 1999, o clube mudou seu nome para Trinita devido a preocupações com violação de direitos autorais. No mesmo ano, o clube se juntou à J2 League e ficou em terceiro. A equipe também ficou em terceiro lugar em 2000, e apesar de estar em competição pela promoção até o último jogo, terminou em sexto na temporada seguinte. No ano seguinte, venceu a J2.League e finalmente foi promovido para a J.League. Em 2008, eles ganharam a copa da liga japonesa, o primeiro grande título conquistado por um clube do Kyushu desde o antigo clube de Yawata Steel que ganhou a Copa do Imperador no ano de 1960.
Na temporada de 2009 , eles sofreram seus piores resultados em sua história de J1 por sete anos, incluindo 14 derrotas consecutivas nos jogos da liga, que é o pior registro atual na J.League desde que o sistema Golden goal foi eliminado. Eles até demitiram o gerente da Taça, Pericles Chamusca, em meados de julho. Em 25 de outubro, seu rebaixamento para a J2 para a temporada de 2010 foi decidido após um empate em 1 a 1 com Kyoto Sanga FC. No entanto, de acordo com os regulamentos da J.League, Oita enfrentaria o rebaixamento de qualquer maneira devido à aceitação do financiamento oficial (pelo regulamento, qualquer equipe que receber este financiamento não poderá ficar na Divisão 1, a menos que o financiamento seja pago no futuro ).
Em seu 3º ano na J.League Division 2 em 2012 , eles terminaram em 6º lugar. Com a introdução dos playoffs de promoção, eles tiveram chance de promoção. Eles derrotaram o Kyoto Sanga FC por 4-0 na semifinal e JEF United Ichihara Chiba por 1-0 na final, sendo promovido para a J.League de 2013 , de volta à primeira divisão desde a temporada de 2008. Desta vez, no entanto, a sua estadia na primeira divisão durou apenas uma temporada. Em 2015, eles foram rebaixados para o J3.League depois de perder os playoffs de promoção para Machida Zelvia em 6 de dezembro tornando-se assim o primeiro grande vencedor de troféus a ser relegado ao terceiro escalão. O clube imediatamente ganhou a promoção de volta à J2 League ao vencer o título da J3 League em 2016.

## Títulos
- J.League 2: 2002
- J.League 3: 2016
- Copa da Liga Japonesa: 2008

## Campanhas de destaque
- Campeonato Pan-Pacífico
  - 3º lugar - 2009
- Copa Suruga Bank
  - 2º lugar - 2009